# Bolivia op de Olympische Winterspelen 1984
Tijdens de Olympische Winterspelen van 1984, die in Sarajevo (Joegoslavië) werden gehouden, nam Bolivia voor de derde keer deel.

## Deelnemers en resultaten

### Alpineskiën
| Olympiër             | Discipline       | Resultaat | Prestatie                                                |
| -------------------- | ---------------- | --------- | -------------------------------------------------------- |
| José-Manuel Bejarano | reuzenslalom (m) | 76e       | run 1: 2.04,38 run 2: 2.29,58 totaal: 4.33,96 (+1.52,78) |
| Mario Hada           | reuzenslalom (m) | DSQ-1     | run 1: gediskwalificeerd                                 |
| Scott Alan Sánchez   | afdaling (m)     | 43e       | 1.54,75 (+9,16)                                          |
| Scott Alan Sánchez   | reuzenslalom (m) | 34e       | run 1: 1.29,45 run 2: 1.27,84 totaal: 2.57,29 (+16,11)   |
| Scott Alan Sánchez   | slalom (m)       | DNF-2     | run 1: run 2: opgave                                     |

Andorra · Argentinië · Australië · België · Bolivia · Bondsrepubliek Duitsland · Britse Maagdeneilanden · Bulgarije · Canada · Chili · China · Chinees Taipei · Costa Rica · Cyprus · Duitse Democratische Republiek · Egypte · Finland · Frankrijk · Griekenland · Groot-Brittannië · Hongarije · IJsland · Italië · Japan · Joegoslavië · Libanon · Liechtenstein · Marokko · Mexico · Monaco · Mongolië · Nederland · Nieuw-Zeeland · Noord-Korea · Noorwegen · Oostenrijk · Polen · Puerto Rico · Roemenië · San Marino · Senegal · Sovjet-Unie · Spanje · Tsjecho-Slowakije · Turkije · Verenigde Staten · Zuid-Korea · Zweden · Zwitserland